# Regering
Regering är den regerande instansen i en stat, dess högsta maktapparat, den organiserade statsmakten; i en stat som grundas på maktdelningsprincipen är regeringen som regel det organ som har den verkställande makten. Ordet regering kan även avse den maktutövning som den regerande instansen utövar, det vill säga regeringsmakten.
På svenska kan den sittande regeringen under en valperiod kallas ”ministär” men även enbart ”regering”. I många länder motsvaras regeringsorganet av regeringschefen och ett ministerråd, i vissa länder kallat kabinettet (Cabinet i Storbritannien, Bundeskabinett, Kabinett eller Bundesregierung i Tyskland). Att ordet "regering" har denna betydelse på svenska, är mycket sentida. I 1809 års regeringsform avsågs med "regering" själva riksstyrelsen. Det kollektiva regeringsorganet i Finland kallas inte "regering", utan "statsrådet".

## Olika betydelser och olika organiseringsformer
Olika statsskick har organiserat makten på skilda sätt, vilket leder till att även om samma ord används, har inte dessa alltid i praktiken samma innebörd. Med government, som regering brukar översättas med till engelska, innefattas egentligen det som i Sverige kallas statsmakten (i USA), eller statsförvaltningen, ämbetsverken och regeringen (His Majesty's Government i Storbritannien).

### Regeringens organisation och uppgifter i semipresidentiella länder
I vissa länder med semipresidentialism som Frankrike med en premiärminister som regeringschef, har regeringen till uppgift att bestämma och verkställa landets politik, men även verkställa presidentens politik.
Presidenten kan i dessa länder i större eller mindre omfattning i vissa ärenden själv fatta självständiga beslut i ministerkonseljen. I Frankrike kan han dessutom utöver det själv utlysa nyval och utse premiärminister utan att först hålla ett sammanträde i ministerkonseljen (dock ska den utsedda regeringen och premiärministern ha Nationalförsamlingens förtroende; nyval får dessutom inte utlysas oftare än en gång årligen).

## Historik
Det saknas tillräckligt källmaterial för att veta hur de första regeringsmakterna var organiserade. Så vitt känt bildades och utgjordes regeringen historiskt sett av rikets monark och det kungliga rådet (riksråd). Rådet utsågs av monarken och bestod av aristokratin. Vid demokratins och parlamentarismens genombrott, började regeringen tillsättas i samband med allmänna val. När doktrinen om maktdelningsprincipen blev vedertagen, började statsorgan indelas i verkställande makt, lagstiftande makt och dömande makt. I absoluta monarkier har regenten ensam dessa befogenheter.
En viss tidig maktfördelning förekom i Romarriket, där diktatorn eller kejsaren hade en senat. Regeringsmakten hade dock regenten ensam; till sin hjälp hade han senatorerna som saknade den beslutande makt som till exempel svenska statsråd har under senare tid. Detta system ligger till grund för den maktklyvning i regering och parlament som är förefintlig i de flesta av den moderna demokratins länder. Till regeringens uppgifter hör då att utfärda och verkställa beslut.
Globalt och historiskt sett har regentskapet nästan alltid varit ärftligt, och först med folksuveränitetsprincipen och amerikanska revolutionen ändrades denna ordning, och regeringens medlemmar utsågs på personliga meriter.

## Regeringsformer och statsskick

### Regeringsformer i demokratier
Det finns i princip tre olika slags regeringar i demokratiska statsskick:
- Presidentialism, när chefen för regeringen också är statschef med reell makt, organet är folkvalt, folkrepresentationen har den formella lagstiftande makten, mandatperioderna är fasta, och domstolarna äger stor politisk makt. Denna regeringsform finns till exempel i USA.
- Parlamentarism, när statschefen huvudsakligen innehar ceremoniella uppgifter, den verkställande makten innehas av statsöverhuvudets rådgivare, regeringen bildas av en folkrepresentation som har medborgarnas förtroende, regeringschefen äger rätt att upplösa parlamentet och utlysa nytt val, och domstolarnas politiska betydelse är liten. Exempel på ett sådant statsskick är Norge.
- Konventssystem, när folkrepresentationen utgörs av ett konvent som är det högsta organet i staten, det verkställande organet är ett förbundsråd som utses av och är underordnat konventet, statschefen är ett kollektiv, och domstolarna har ringa politisk betydelse. Endast Schweiz har ungefär denna slags regeringsform.[5]

### Regeringsbildning och tillsättning
I demokratier där regeringen indirekt eller direkt tillsätts genom val, kan regeringarna i ett partipolitiskt perspektiv, definieras som majoritetsregeringar, när ett eller flera partier i regeringsställning har politisk majoritet, samregeringar, när regeringen utgörs av en permanent samling av partier vilka tillsammans har politisk majoritet (väsentligen detsamma som majoritetsregering bestående av flera partier), minoritetsregeringar, när ett parti sitter i regeringsställning fastän det saknar egen majoritet i parlamentet, samt samlingsregeringar, när regeringskonstellationen av flera politiska partier är temporär.
Ministrar tillsätts dock inte alltid partipolitiskt. Så var inte fallet i Sverige under andra världskriget då diplomaten Christian Günther var utrikesminister. En regering som i stort sett saknar ministrar som rekryterats från partipolitiken, kallas ämbetsmannaregering.
När en regering upplösts och en ny skall tillträda, brukar den föregående fortsätta som expeditionsministär.
Som regel är det regeringschefen som bildar regering. Beroende på hur stor makt regeringsbildaren har, har denne mer eller mindre möjlighet att själv utse sina ministrar. I vissa demokratier måste dock regeringen godkännas av folkrepresentationen.

### Andra statsskicks regeringsformer
Andra regeringsformer är:
- Autokratier, när det inte finns någon maktdelning, utan en person har all makt, till exempel i absoluta monarkier och diktaturer.
- Oligarkier, där den politiska makten innehas av en liten grupp människor. Den vanligaste formen av oligarki är plutokrati, där makten innehas av landets mest förmögna personer.
- Teokratier, statsskick där staten grundas på religionen; enligt Webers teori skall dessa dock istället mer korrekt benämnas hierokratier.
- Anarkier, länder som under en längre tid eller tillfälligtvis inte har någon (fungerande) regering.

Därtill finns flera mer eller mindre tillfälliga eller förklenande benämningar på regeringsformer som till exempel pornokrati, gerontokrati, nekrokrati och kleptokrati.

## Regeringens konstitution och legitimering

### Sammansättning
En regering utgörs som regel av en regeringschef (monark, president eller statsminister) samt ministrar eller statsråd — enväldiga härskare har emellertid ensam regeringsmakten, även om denne har ett rådgivande organ. De flesta statsråden brukar i många regeringar vara tilldelade en portfölj, det vill säga ett ansvarsområde: utbildning, militär, infrastruktur, kultur, näringsliv, utrikespolitik, lag och rätt, etc. Vilka portföljer som en regering har speglar dels landets specifika förutsättningar, dels ministärens politiska ambitioner. Ofta är någon av ministrarna också ställföreträdande regeringschef.
I en regering kan medlemmar av parlamentets överhus ingå, som lordkansler i Storbritannien. Där ingår även ministrar med ansvar för Skottland, Wales och Nordirland i regeringen.

### Administration
Till statsrådens hjälp har de som regel departement, organ av ämbetsmän som utför uppgifter inom ramen för politikområdet i fråga. Departementens chefer är vanligen statsråd, som i Sverige, men ibland inte. Departementen ingår i statsförvaltningen. Ibland inbegrips hela eller delar av departementen i begreppet regering, beroende på om dessa anses utgöra en del av regeringsmakten eller inte.

### Legitimitet och auktoritet
Enligt Max Webers teori kräver en effektiv regering två kvaliteter: att den har auktoritet och att den har legitimitet. Auktoritet är en förutsättning för att regeringen ska bli åtlydd, och kan till exempel ta sig uttryck i våldsutövning eller statens våldsmonopol. 
Legitimitet innebär att regeringsmakten uppfattas som rättfärdig. En regering kan legitimeras på grundval av till exempel naturrätt, kontraktualism, tradition, eller för att skapa nationell maktbalans. Sedd från ett annat håll kan regeringen antingen anses tjäna medborgarna, eller se medborgarna som dess slavar eller underlydande. Enligt Platons statslära, och senare finns samma idéer även hos Niccolò Machiavelli, är alla regeringsanspråk på att vara medborgarnas väktare ren hyckleri eller naiv idealism. Likväl ligger tanken på att regeringens legitimitet beror av medborgarnas förtroende till grund för demokratin. Detta förtroende ges eller tas tillbaka vid allmänna val, som är fundamentala för det demokratiska statsskicket.

### Grundlagen
I så gott som alla västerländska länder, utom Storbritannien, konstitueras regeringsformen och rikets styrelse av en skriven grundlag, där regeringens maktbefogenheter regleras, förhållandet till andra maktorgan tydliggörs, och regler för hur en regering får bildas och avsättas stipuleras.

## Regeringens makt, verktyg och politikens fält
Beroende på statsskick har regeringar olika uppgifter. I de flesta demokratier som bygger på maktdelningsprincipen har regeringen som sagt den verkställande makten, varmed den tillsätter ämbeten, fattar beslut, samt ansvarar för landets inre och yttre säkerhet och stabilitet, utrikespolitik med mera. Regeringen disponerar i många länder traditionellt över de medel parlamentet beslutar att tilldela statsförvaltningens olika delar – inom de ramar parlamentet beslutar om. Styrningen över dessa medel preciseras i Sverige av regeringen genom regleringsbrev. Regeringen brukar i parlamentariska och semipresidentiella länder ha monopol på att lägga fram förslag om statsbudget till parlamentet (till exempel i Sveriges regeringsform 9 kapitlet 6 §) och eftersom regeringen i dessa länder är parlamentariskt tillsatt på olika sätt brukar i praktiken regeringens förslag i sina huvuddrag alltid gå igenom. Blir det inte så måste regeringen i regel avgå.
En av regeringens mest fundamentala uppgifter är att styra statsförvaltningen och därigenom verkställa riksdagens beslut och styra folket eller samhället. Ibland är det regeringen som bär ansvaret kollektivt för denna uppgift, men i full presidentialism är presidenten exekutivmakt, och kan ge order till samtliga instanser i statsmakten och dess förvaltning. Till styrningen av statsförvaltningen hör å ena sidan att fastställa gränsen för regeringens maktsfär gentemot individernas friheter, och å andra sidan att besluta sig för formen av regeringsstyrning. Den första frågan handlar ytterst om politisk demokrati så som begreppet förstås i vardagligt tal. Den andra frågan handlar om organisationsteori. Regeringen kan mer eller mindre styra direkt eller indirekt beroende på huruvida den delegerar sin makt, och styra i specifika eller generella frågor, genom orderstyrning, programstyrning, målstyrning, penningmedelsstyrning eller informationsstyrning. 
Valet av styrelseform är inte utan politiska överväganden. Argument för indirekt styrning grundas på demokratiska premisser som bland annat att separera makten, att statsförvaltningen skall vara opartisk till exempel för rättssäkerhetens bevarande, samt att experter skall givas utrymme för egna bedömningar utan politiska påtryckningar. De som förespråkar direkt styrning brukar argumentera för systemets effektivitet. Direkt styrning är onekligen mera auktoritär än indirekt sådan.
I Sverige är direkt orderstyrning av enskilt statsråd (minister), så kallat ministerstyre, förbjudet i grundlagen, däremot inte alltid av regeringen och heller inte av minister inom ett departement. Ministerstyre upplevs ofta som någonting odemokratiskt i Sverige, då myndigheter ska ha möjlighet till att självständigt pröva ärenden och tolka lagstiftningen; istället ska regeringen delegera sin makt. Sveriges regering får alltså inte styra hur myndigheter utför sina uppgifter i enskilda frågor, eller avgöra hur en lag bör tillämpas i specifika fall, men får däremot avgöra överklaganden därifrån om regeringen är högsta rättsinstans i dessa ärenden. Globalt sett är ministerstyre det normala, till exempel i Storbritannien och USA. Styrning i detta avseende kan sättas i relation till hur centraliserad eller decentraliserad statsmakten är.
Av praktiska skäl sker den mesta styrningen i samtliga länder med en utvecklad byråkrati av programstyrning eller målstyrning; statsförvaltningen är alltför omfattande och komplicerad för att regeringen skall kunna besluta i varje enskilt fall. Med programstyrning avses att regeringen ger generella regler för förvaltningens verksamhet, till exempel genom direktiv. Målstyrning att regeringen meddelar sina målsättningar till exempel genom regeringsförklaringen, som det står förvaltningen fritt att välja medel för att uppnå.
Vilken ideologi ministären erkänner sig till spelar också en avgörande roll i synen på regeringens funktion och vad den får regera över. Enligt nyliberalismen skall inte regeringen alltför mycket lägga sig i näringslivets angelägenheter och heller inte ingripa mer än minimalt i samhället. Ministärer som är påverkade av socialism är mera positiva till statliga ingripanden inom dessa områden till exempel genom penningmedelsstyrning. Ju längre till vänster, desto mer vittgående styrning brukar accepteras.
Informationsstyrning innebär att regeringen styr vilken information en underordnad får, för att därigenom påverka dennes belutsfattande eller bedömning. Detta kan ske mer eller mindre specifikt eller utstuderat. När stora delar av befolkningen utsätts för informationsstyrning, kallas detta propaganda, men denna styrning kan även förekomma i direkt form till en särskild person. En annan form av informationsstyrning kan ske i negativ form, genom att information hindras från att spridas.
För att regeringen skall kunna styra, krävs att orderna åtlyds. Det varierar kraftigt hur detta åstadkoms, från något slags straffsystem och belöningar, till att engagera medarbetare genom delaktighet i beslutsfattandet. Vissa statsförvaltningar, som USA vid inbördeskriget, har ett så kallat spoilssystem där förvaltningen bemannas av politiskt rekryterad personal, och andra, som Sverige huvudsakligen har, ett meritsystem där posterna tillsätts genom kompetens och anställningen är opolitisk. Enligt företrädare för spoilssystemet är detta mer demokratiskt då trotjänare belönas, och enligt kritikerna kan detta leda till en inkompetent stab. Kritiken mot meritsystemet grundas på att det leder till en ämbetsmannaklass utan kontakt med folkviljan, och att personalen i teorin kan sabotera politiken av ideologiska skäl. Renodlade spoilssystem är mycket ovanliga i demokratier, men ofta förekommer en blandning av dessa båda system.

## Regeringars ansvar och ansvarsutkrävande
Beroende på hur makten fördelas och delegeringens omfattning, kan vidden och arten av regeringens ansvar ta sig skilda uttryck. Vid delegering av makt riskerar frågan om vem som bär ansvaret att bli otydlig, särskilt om delegeringen sker i flera led mellan olika instanser.
Regeringens ansvar i demokratier brukar först och främst ses som politisk ansvarighet vilken det röstberättigade folket kan utkräva i val och riksdagen av regeringen. För att denna skall kunna utdömas, krävs att medborgarna har tillgång till information. I presidentstyren där presidenten utser sina ministrar är det dock endast presidenten som drabbas av ett sådant ansvarsutkrävande. 
Juridiskt ansvar förutsätter att någon begått ett brott. Det juridiska ansvaret en regering har varierar. Ibland har regeringar immunitet, vilket innebär att de inte kan åtalas för några eller alla brott, beroende på om immuniteten är fullständig eller inte. För vissa typer av brott kan medlemmar av regeringar ofta ställas till svars i en riksrätt, vilket brukar föregås av att någon instans i staten genom granskning utövar en kontrollmakt. Ett exempel på riksrätt är rättegången mot Saddam Hussein. Det finns även internationella domstolar som kan döma stater och dess företrädare för brott mot internationell rätt. 
Det moraliska ansvaret innebär att regeringen får stå till svars för besluten de tagit, till exempel i massmedierna och genom öppet klander. Regeringen kan ibland avkrävas ett symboliskt ansvar för handlingar de själva inte beslutat om, utan som har begåtts av underordnade. 
En annan form av ansvarsutkrävande är att en medlem av eller hela regeringen tvingas avgå, antingen självmant, eller genom att parlamentet avsätter dem. Så var till exempel president Bill Clinton tillfälligt avsatt (suspenderad) av USA:s kongressen vintern 1998-99 på grund av Lewinskyaffären, och i väntan på riksrätt.
Vid bedömningen av ansvar brukar hänsyn tagas till graden av frivillighet i gärningen.  I flera länder saknas dock instanser för ansvarsutkrävande av regeringen.

### Webbkällor
- motsvarande tyska artikel
- motsvarande engelska artikel
- Federal government of the United States i engelskspråkiga Wikipedia
- Reglering av ansvar och ansvarsutkrävande, Utredningen om en översyn av verksförordningen, promemoria av Statskontoret 2003:11 (pdf)